# Lecontella cancellata
Lecontella cancellata là một loài bọ cánh cứng trong họ Cleridae. Loài này được LeConte miêu tả khoa học năm 1854.